# Satnam Singh
Satnam Singh Bhamara (Baloke, Punyab, 10 de diciembre de 1995) es un exbaloncestista y luchador profesional indio que actualmente participa en la All Elite Wrestling (AEW). Con 2,18 metros de estatura, jugaba en la posición de pívot.

## Trayectoria en el baloncesto

### Instituto
Singh aprendió a jugar al baloncesto en la Ludhiana Basketball Academy. Posteriormente asistió a la IMG Academy en Bradenton, Florida. En la temporada 2014-15, Singh promedió 9,2 puntos, 8,4 rebotes y 2,2 tapones en 20 minutos por partido para el instituto IMG, el equipo clasificado como el segundo de la nación. Debido a las malas calificaciones académicas, Singh no pudo recibir una beca para jugar en la NCAA, por lo que se vio obligado a declarar para el draft de la NBA en abril.

### Profesional

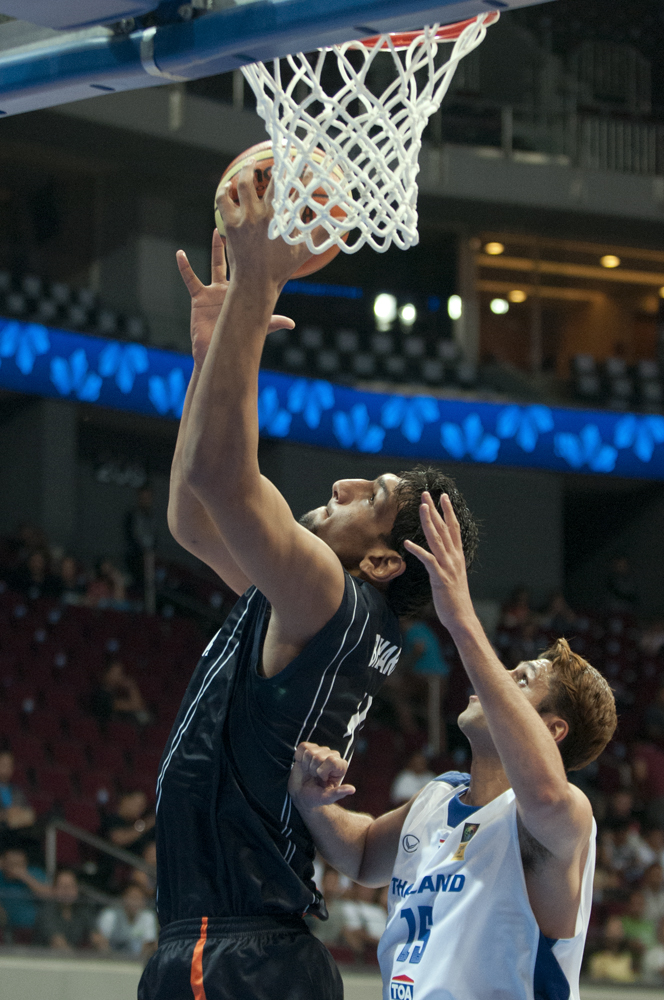
Satnam Singh (izq.) jugando con la India en 2013.

El 25 de junio de 2015 fue seleccionado en la posición número 52 del Draft de la NBA de 2015 por los Dallas Mavericks. Singh se convirtió en el primer jugador nacido en la India en ser elegido en el draft de la NBA. Su equipo lo envió a los Texas Legends, su filial en la NBA D-League. En sus dos temporadas en la segunda categoría del baloncesto profesional estadounidense actuó solamente 27 encuentros, con un promedio de 7.1 minutos de juego por partido. 
Tras esa experiencia participó a mediados de 2017 de la NBA Summer League con los Dallas Mavericks, pero no acumuló méritos para conseguir un contrato que le permitiese jugar en la NBA. En consecuencia retornó a la India donde recibió una oferta para participar de la UBA, una liga profesional local que buscaba expandirse en su país. Sin embargo, pese a participar como figura estelar del campus de entrenamiento de la liga, no llegó a incorporarse a ningún equipo. 
En septiembre de 2018 firmó por una temporada con el St. John's Edge de la Liga Nacional de Baloncesto de Canadá. Jugó 29 encuentros en los que promedió 2 puntos y 1.2 rebotes por partido. Esa sería su última experiencia como baloncestista profesional.

### Selección nacional
Singh hizo su debut con el seleccionado Sub-16 de baloncesto de India en 2009, cuando apenas tenía 13 años. 
Su primera convocatoria a la selección absoluta llegó en el año 2011. Disputó tres ediciones del Campeonato FIBA Asia (2011, 2013 y 2017), aunque en todas ellas tuvo un rol secundario en el equipo. 
Entre 2017 y 2018 lideró a su seleccionado en la clasificación de FIBA Asia y FIBA Oceanía para la Copa Mundial de Baloncesto de 2019. 
En noviembre de 2019, mientras participaba de la preparación del seleccionado indio que debía jugar en los Juegos del Sur de Asia, dio positivo en un control antidopaje, por lo que recibió dos años de suspensión.

## Trayectoria en la lucha libre
Aunque Singh había manifestado interés por la lucha libre profesional en 2017, en septiembre de 2021 -a poco más de dos meses para que se le levantase su suspensión en el baloncesto- firmó un contrato con la All Elite Wrestling, haciendo su debut en abril de 2022.

### Campeonatos y logros
- Lucha Libre AAA Worldwide
  - Campeonato Mundial en Parejas de la AAA (1 vez - 2024) – con The Maharaja Raj Dhesi